# HMS Marlborough (1912)
HMS «Marlborough» (укр. «Мальборо») — Лінійний корабель типу «Айрон Дюк» Королівського флоту, названий на честь Джона Черчилля, 1-го герцога Мальборо. Він був побудований на Королівській верфі в Девонпорті між січнем 1912 та червнем 1914 року, вступивши на службу безпосередньо перед початком Першої світової війни. Він був озброєний головною батареєю з десяти 13,5-дюймових (343 мм) гармат і міг розвивати максимальну швидкість 21,25 вузла (39,36 км/год; 24,45 миль/год).
«Marlborough» служив у складі Великого флоту протягом усієї війни, головним чином патрулюючи північну частину Північного моря, щоб забезпечити блокаду Німеччини. Він брав участь у Ютландській битві (31 травня — 1 червня 1916), де завдав вирішального удару сильно пошкодженому німецькому крейсеру SMS Wiesbaden. Під час бою «Wiesbaden» влучив у «Marlborough» торпедою, що зрештою змусило його відступити. Пошкодження «Marlborough» були відремонтовані до початку серпня, хоча останні два роки війни були без подій, оскільки британський і німецький флоти прийняли більш обережні стратегії через загрозу підводної зброї.
Після війни «Marlborough» був приписаний до Середземноморського флоту, де брав участь в інтервенції союзників у Росію під час Громадянської війни в Росії на Чорному морі у 1919–1920 роках, а також врятував членів імператорської родини з Ялти в 1919 році. Він також брав участь у греко-турецькій війні. У 1930 році Лондонський морський договір передбачив утилізацію чотирьох лінкорів типу «Айрон Дюк». «Marlborough» використовувався для різноманітних випробувань зброї в 1931–1932 роках, результати яких були враховані в програмі реконструкції лінкорів типу «Куїн Елізабет».

## Конструкція
Чотири лінкори типу «Айрон Дюк» були замовлені в рамках будівельної програми 1911 року і були поступовим покращенням попереднього типу «Кінг Джордж V». Основною зміною між двома проєктами була заміна важчої допоміжної батареї на нових кораблях. «Marlborough» мав 622 фути 9 дюймів (190 м) загальної довжини і мав ширину 90 футів (27 м) і середню осадку 29 футів 6 дюймів (9 м). Він мав водотоннажність 25 000 довгих тонн (25 401 т) за проєктом і до 29 560 Англійська тонн (30 034 т) при повному навантаженні. Його рушійна установка складалася з чотирьох парових турбін Парсонса, пара для яких вироблялася вісімнадцятьма котлами Babcock & Wilcox. Потужність двигунів становила 29 000 к.с. (21 625 кВт) і забезпечувала максимальну швидкість 21,25 вузла (39 км/год; 24 милі/год). Його крейсерський радіус становив 7800 морських миль (14 446 км; 8976 миль) при більш економічних 10 вузлах (19 км/год; 12 миль/год). «Marlborough» мав екіпаж з 995 офіцерів і матросів, хоча у воєнний час він збільшувався до 1022 осіб.
Корабель був озброєний головною батареєю з десяти 13,5-дюймових (343 мм) морських гармат BL Mk V, встановлених у п'яти двогарматних баштах. Вони були розташовані двома суперпозиційними парами, одна спереду та одна ззаду; п'ята башта була розташована посередині корабля, між димовими трубами та задньою надбудовою. Захист від торпедних катерів на ближній дистанції забезпечувала допоміжна батарея з дванадцяти 6-дюймових (152 мм) гармат BL Mk VII. «Marlborough» також був оснащений парою 3-дюймових (76 мм) зенітних гармат QF 3-inch 20 cwt і чотирма 47-мм (1,9 дюйма) 3-фунтовими гарматами. Як було типово для капітальних кораблів того періоду, він був обладнаний чотирма 21-дюймовими (533 мм) торпедними апаратами, зануреними по бортах.
«Marlborough» був захищений головним броньовим поясом товщиною 12 дюймів (305 мм) над погребами боєзапасу та машинними та котельними відділеннями, і зменшувався до 4 дюймів (102 мм) до носа та корми. Його палуба була товщиною 2,5 дюйма (64 мм) у центральній частині корабля і зменшувалася до 1 дюйма (25 мм) в інших місцях. Лицьові частини башт головного калібру були товщиною 11 дюймів (279 мм), а башти підтримувалися 10-дюймовими (254 мм) барбетами.

## Історія служби
«Marlborough» був закладений на Королівській верфі в Девонпорті 25 січня 1912 року. Він був спущений на воду майже через десять місяців, 24 жовтня, і був введений в експлуатацію 2 червня 1914 року. Корабель був завершений 16 червня 1914 року, за місяць до початку Першої світової війни на континенті. «Marlborough» спочатку приєднався до Домашніх флотів, де служив флагманом сера Льюїса Бейлі. Після вступу Британії у війну в серпні, Домашні флоти були реорганізовані у Великий флот під командуванням адмірала Джона Джелліко. «Marlborough» був призначений флагманом 1-ї бойової ескадри, де він служив протягом усього конфлікту.

## Перша світова війна

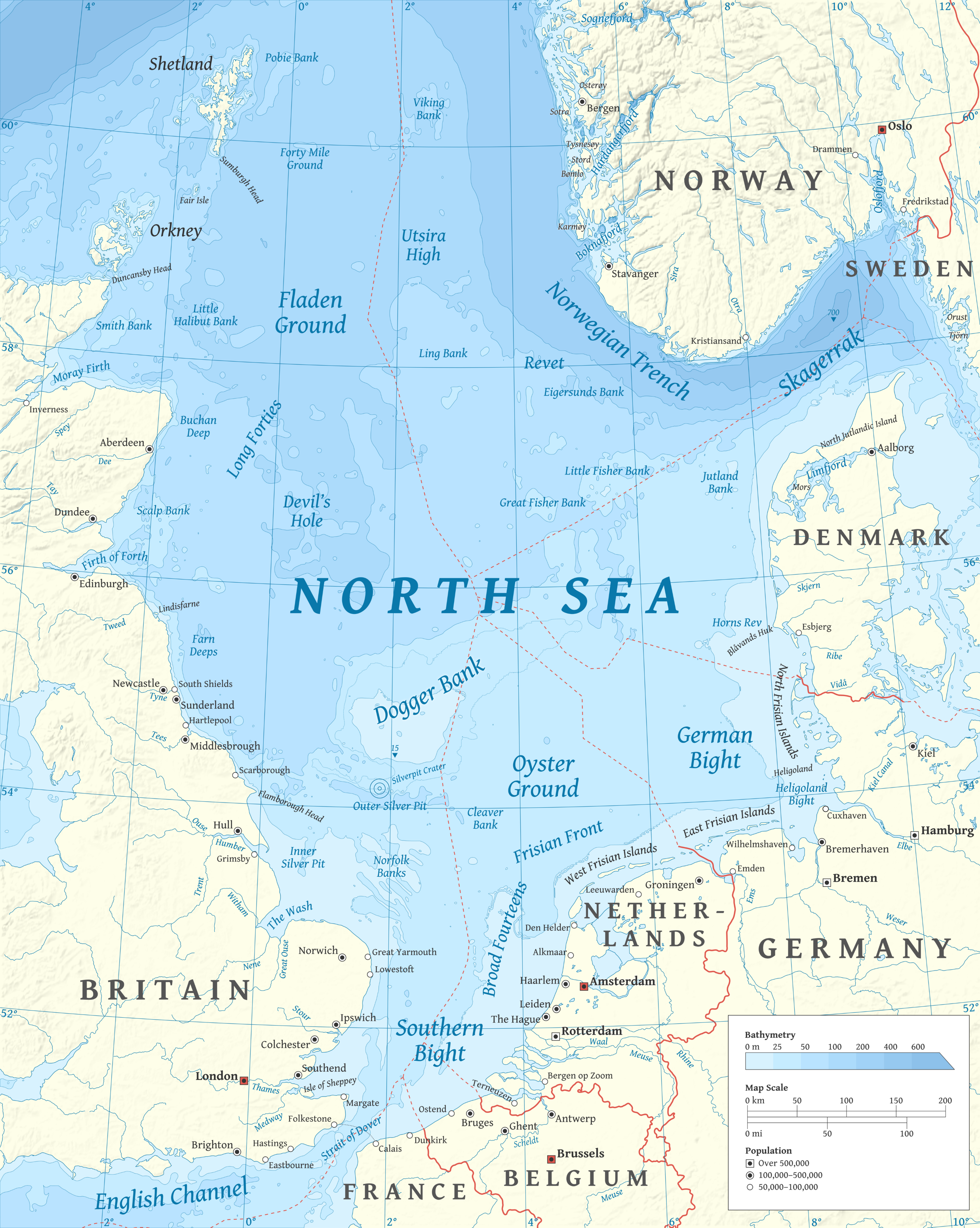
Карта Північного моря

Увечері 22 листопада 1914 року Великий флот провів безрезультатне прочісування в південній частині Північного моря для підтримки 1-ї ескадри лінійних крейсерів віцеадмірала Девіда Бітті. Флот повернувся в порт у Скапа-Флоу до 27 листопада. «Marlborough» та більша частина флоту спочатку залишалися в порту під час німецького рейду на Скарборо, Гартлпул та Вітбі 16 грудня 1914 року, хоча 3-тя бойова ескадра була відправлена для посилення британських сил у цьому районі. Отримавши додаткову інформацію про можливість перебування решти німецького флоту в морі, Джелліко віддав наказ флоту вийти в море, щоб спробувати перехопити німців, хоча на той час вони вже відступили. віцеадмірал Сесіл Берні замінив Бейлі на борту «Marlborough» в грудні; у той час «Marlborough» став флагманом другого командувача Великого флоту. 25 грудня флот вийшов у похід у Північне море, який завершився 27 грудня без подій. «Marlborough» та решта флоту проводили артилерійські навчання протягом 10–13 січня 1915 року на захід від Оркнейських та Шетландських островів. Увечері 23 січня основна частина Великого флоту вийшла на підтримку флоту лінійних крейсерів Бітті, але решта флоту не брала участі в битві біля Доггер-банки наступного дня.
Протягом 7–10 березня 1915 року Великий флот провів прочісування в північній частині Північного моря, під час якого проводив навчальні маневри. Ще один такий похід відбувся протягом 16–19 березня. 11 квітня Великий флот провів патрулювання в центральній частині Північного моря і повернувся в порт 14 квітня. Ще одне патрулювання в цьому районі відбулося протягом 17–19 квітня, після чого 20–21 квітня відбулися артилерійські навчання біля Шетландських островів. Великий флот провів прочісування в центральну частину Північного моря протягом 17–19 травня, не зустрівши німецьких суден. Ще одне патрулювання відбулося протягом 29–31 травня. Воно також було без подій. Флот провів артилерійські навчання в середині червня. Протягом 2–5 вересня флот вирушив у черговий похід у північну частину Північного моря та провів артилерійські навчання. Протягом решти місяця Великий флот провів численні тренувальні вправи.
13 жовтня більша частина флоту провела прочісування в Північному морі, повернувшись у порт 15 жовтня. Протягом 2–5 листопада «Marlborough» брав участь у флотській тренувальній операції на захід від Оркнейських островів. Ще один такий похід відбувся протягом 1–4 грудня. Типова рутина артилерійських навчань та ескадрених вправ відбувалася в січні 1916 року. Флот відправився в похід у Північне море 26 лютого, Джелліко мав намір використати Гарвічські сили для прочісування Гельголандської бухти, але погана погода завадила операціям у південній частині Північного моря. В результаті операція обмежилася північною частиною моря. В ніч на 25 березня «Iron Duke» та решта флоту вийшли зі Скапа-Флоу, щоб підтримати Флот лінійних крейсерів та інші легкі сили, які здійснили рейд на німецьку базу цепелінів у Тендерні.
21 квітня Великий флот провів демонстрацію біля Горнс-Ріф, щоб відволікти німців, поки російський флот знову встановлював свої оборонні мінні поля в Балтійському морі. Флот повернувся до Скапа-Флоу 24 квітня і дозаправився, перш ніж вирушити на південь у відповідь на розвідувальні повідомлення про те, що німці збираються здійснити рейд на Лоустофт. Великий флот не прибув у цей район до того, як німці відступили. Протягом 2–4 травня флот провів ще одну демонстрацію біля Горнс-Ріф, щоб утримати увагу німців, зосереджену на Північному морі.

### Ютландська битва

Карти маневрів британського (синій) і німецького (червоний) флотів 31 травня – 1 червня 1916 р.

Намагаючись виманити та знищити частину Великого флоту, німецький Флот відкритого моря з 16 дредноутами, шістьма пре-дредноутами, шістьма легкими крейсерами та 31 торпедним катером під командуванням віцеадмірала Райнгарда Шеєра вийшов з Ядебузена рано вранці 31 травня. Флот плив разом з п'ятьма лінійними крейсерами контрадмірала Франца фон Гіппера та допоміжними крейсерами та торпедними катерами. Кімната 40 Королівського флоту перехопила та розшифрувала німецькі радіопередачі, що містили плани операції. Адміралтейство наказало Великому флоту з 28 дредноутів та 9 лінійних крейсерів вийти в море напередодні ввечері, щоб відрізати та знищити Флот відкритого моря. У день битви «Marlborough» був розташований у хвості британської лінії в 6-й дивізії 1-ї бойової ескадри.
Початковий бій вели переважно британські та німецькі формування лінійних крейсерів у другій половині дня, але до 18:00 Великий флот наблизився до місця події. Через п'ятнадцять хвилин Джелліко віддав наказ розвернутися та розгорнути флот для бою. Перехід з похідного строю спричинив скупчення в задніх дивізіях, змусивши «Marlborough» та багато інших кораблів зменшити швидкість до 8 вузлів (15 км/год; 9,2 милі/год), щоб уникнути зіткнення один з одним. Британські кораблі спочатку мали погану видимість, і «Marlborough» міг лише слабо розрізнити групу німецьких лінкорів класу «Кайзер» о 18:17. Протягом чотирьох хвилин він випустив сім залпів, спочатку на відстані 10 000 ярдів (9100 м), а потім на відстані 13 000 ярдів (12 000 м). Артилеристи «Marlborough» заявили, що влучили п'ятим і сьомим залпами, але ці заяви малоймовірні. Його гарармати були закриті палаючим крейсером, ймовірно, броненосним крейсером HMS Warrior.
«Marlborough» приєднався до групи лінкорів, які обстрілювали німецький легкий крейсер SMS Wiesbaden о 18:25. Він випустив п'ять залпів, перш ніж передчасна детонація в правому стволі башти «A» вивела гармату з ладу. Він також обстрілював корабель зі своєї допоміжної батареї. О 18:39 «Marlborough» знову атакував те, що здавалося кораблем класу «Кайзер», випустивши залп, перш ніж німецьке судно зникло в серпанку. Під час бою з «Wiesbaden» німецький крейсер запустив одну або дві торпеди близько 18:45, одна з яких влучила в «Marlborough» біля дизель-генераторної кімнати правого борту. Детонація пробила 28-футову (8,5 м) діру в корпусі та спричинила значне затоплення, що змусило загасити передні котли на цьому борту корабля та зменшило швидкість корабля до 16 вузлів (30 км/год; 18 миль/год). Берні спочатку повідомив Джелліко, що його корабель натрапив на міну або був вражений торпедою о 18:57. Ще кілька торпед, цього разу з торпедного катера SMS V48, змусили «Marlborough» та решту кораблів його дивізії вжити заходів для ухилення.
О 19:03 «Marlborough» знову атакував «Wiesbaden», випустивши чотири залпи на відстані від 9500 до 9800 ярдів (8700 до 9000 м). Він влучив у німецький крейсер, ймовірно, трьома снарядами з останніх двох залпів, і це остаточно нейтралізувало корабель, хоча знадобилося ще кілька годин, перш ніж «Wiesbaden» затонув. Потім «Marlborough» переніс вогонь на лінкори класу «Кеніг», що очолювали німецьку лінію о 19:12. Він випустив тринадцять залпів протягом шести хвилин по SMS Grosser Kurfürst на відстані від 10 200 до 10 750 ярдів (9330 до 9830 м), досягнувши трьох влучень, хоча він помилково заявив про четверте влучення. Під час цієї фази бою «Marlborough» випустив дві торпеди, обидві з яких не влучили в ціль: першу по «Wiesbaden» о 19:10, а другу по SMS Kaiser о 19:25.
Близько 19:30 насоси «Marlborough» стримали затоплення в котельних відділеннях, але він отримав крен близько 7–8 градусів. Замість того, щоб використовувати контрзатоплення для мінімізації крену, його екіпаж спробував виправити крен, використовуючи вугілля та нафту з бункерів правого борту. Крен призвів до затоплення генераторів, що забезпечували живлення башт головної батареї, що ускладнювало роботу гарматних розрахунків, особливо під час перенесення снарядів з погребів до башт. Вибух від торпеди був настільки потужним, що було пошкоджено сорок водонепроникних відсіків, хоча торпедна перегородка локалізувала більшість пошкоджень, а найбільш сильно пошкоджені відсіки були достатньо укріплені. Три торпеди наблизилися до «Marlborough» о 19:33. Він ухилився від перших двох, а третя безпечно пройшла під кораблем.
Після того, як протиборчі флоти розійшлися пізно вдень, Великий флот попрямував на південь, намагаючись відрізати відступаючих німців і знищити їх наступного ранку. 6-та дивізія була сповільнена «Marlborough», який на той час міг розвивати швидкість не більше 15,75 вузла (29,17 км/год; 18,12 миль/год). Близько 02:00 1 червня 6-та дивізія відставала від решти флоту приблизно на 12 морських миль (22 км; 14 миль). У цей час перегородки в котельні правого борту почали руйнуватися під напругою, змусивши «Marlborough» зменшити швидкість до 12 вузлів (22 км/год; 14 миль/год). Команди боротьби з пошкодженнями вважали, що якщо головна батарея відкриє вогонь, підпірки, що підтримують пошкоджені перегородки, рухнуть, що значно збільшить ризик для корабля. Джелліко відрядив корабель для самостійного проходження до Росайта або Тайну. Берні наказав розвідувальному крейсеру Fearless підійти, щоб пересадити його на лінкор Revenge. Після цього «Marlborough» попрямував на північ зі швидкістю 11 вузлів (20 км/год; 13 миль/год).
«Fearless» знову приєднався до «Marlborough» близько 04:00, і обидва кораблі ненадовго обстріляли німецький цепелін L11. Комодору Реджинальду Тірвітту з Гарвічських сил було наказано підсилити Великий флот, особливо для забезпечення кораблів з низьким рівнем палива; вони вирушили о 03:50, але було занадто пізно, щоб вони досягли флоту до ранку, тому Джелліко наказав Тірвітту відрядити есмінці для супроводу «Marlborough» назад до порту. По дорозі «Marlborough» та «Fearless» зустріли британські підводні човни G3 та G5. Обидва підводні човни приготувалися до атаки на кораблі, але на щастя впізнали їх, перш ніж запустили торпеди. До 15:00 вісім есмінців з Гарвічських сил приєдналися до «Marlborough», і в затоплене котельне відділення було спущено ще один насос. Близько 23:30 насос переміщували для очищення, коли крен корабля кинув насос у пошкоджену перегородку, зірвавши підпірки. Вода затопила корабель, і капітан «Marlborough» наказав «Fearless» та есмінцям приготуватися до підходу, щоб врятувати екіпаж, якщо затоплення погіршиться о 00:47 2 червня. У цей час у котельне відділення було відправлено водолаза, і він зміг підтримувати насос у чистоті, що повільно знижувало рівень води в кораблі.
Джелліко наказав «Marlborough» прямувати до Гамбера для тимчасового ремонту. Перебуваючи там, його передні погреби головної батареї та 6-дюймові погреби були спорожнені, щоб полегшити корабель, на борт було доставлено більше насосів, а підпірки, що підтримували пошкоджену перегородку, були посилені. Вранці 6 червня корабель покинув Гамбер і попрямував до Тайну, де мав отримати повноцінний ремонт, у супроводі чотирьох есмінців з Гарвічських сил. Під час бою «Marlborough» випустив 162 снаряди зі своєї головної батареї, 60 снарядів зі своїх допоміжних гармат і п'ять торпед. Внаслідок влучання торпеди двоє людей загинули та ще двоє були поранені. Його ремонтувала верф Armstrong Whitworth у Джарроу, роботи тривали до 2 серпня, після чого він відбув до Кромарті, прибувши 5 серпня. Під час ремонтних робіт на корабель було додано додаткові 100 метричних тонн (98 довгих тонн; 110 коротких тонн) броньових плит, головним чином над погребами. Ці зміни були результатом британського досвіду в Ютландській битві, де три лінійні крейсери були знищені вибухами погребів.

### Пізніші операції
18 серпня німці знову вийшли в море, цього разу для бомбардування Сандерленд. Шеер сподівався виманити лінійні крейсери Бітті та знищити їх. Британська радіорозвідка розшифрувала німецькі радіопередачі, давши Джелліко достатньо часу, щоб розгорнути Великий флот у спробі вступити у вирішальний бій. Однак обидві сторони відступили наступного дня, після того як підводні човни противників завдали втрат під час бою 19 серпня: британські крейсери Nottingham та Falmouth були торпедовані та потоплені німецькими підводними човнами, а німецький лінкор SMS Westfalen був пошкоджений британським підводним човном E23. Після повернення в порт Джелліко видав наказ, який забороняв ризикувати флотом у південній половині Північного моря через надмірний ризик від мін та підводних човнів.
У лютому 1917 року «Revenge» замінив «Marlborough» як флагман 1-ї бойової ескадри, після цього він служив флагманом другого командувача. Його ненадовго замінив на цій посаді «Emperor of India» у травні, і він тимчасово став рядовим кораблем. Ближче до кінця року німці почали використовувати есмінці та легкі крейсери для рейдів на британські конвої до Норвегії. Це змусило британців розгорнути капітальні кораблі для захисту конвоїв. 23 квітня 1918 року німецький флот вийшов у море, намагаючись перехопити одну з ізольованих британських ескадр, хоча конвой вже безпечно пройшов. Великий флот вийшов занадто пізно наступного дня, щоб наздогнати відступаючих німців, хоча лінійний крейсер Moltke був торпедований і серйозно пошкоджений підводним човном E42. У 1918 році «Marlborough» та його однотипні кораблі отримали платформи для зльоту на своїх баштах «B» та «Q» для розміщення розвідувальних літаків.
Після капітуляції Німеччини в листопаді 1918 року союзники інтернували більшу частину Флоту відкритого моря в Скапа-Флоу. Флот зустрівся з британським легким крейсером Cardiff, який повів кораблі до флоту союзників, який мав супроводжувати німців до Скапа-Флоу. Величезний флот складався з близько 370 британських, американських та французьких військових кораблів. Флот залишався в полоні під час переговорів, які зрештою призвели до укладення Версальського договору. Рейтер вважав, що британці мають намір захопити німецькі кораблі 21 червня 1919 року, що було крайнім терміном для підписання Німеччиною мирного договору. Того ранку Великий флот покинув Скапа-Флоу для проведення тренувальних маневрів, і поки їх не було, Рейтер віддав наказ про затоплення Флоту відкритого моря.

## Післявоєнна кар'єра
12 березня 1919 року «Marlborough» був знову введений в експлуатацію в Девонпорті та приписаний до Середземноморського флоту, як частина 4-ї бойової ескадри, разом зі своїми трьома однотипними кораблями та двома лінкорами типу «Кінг Джордж V», Centurion та Ajax. Протягом цього періоду він служив на Чорному морі під час інтервенції союзників у Росію під час Громадянської війни в Росії, щоб підтримати білих проти червоних більшовиків. 5 квітня 1919 року «Marlborough» прибув до Севастополь, перш ніж наступного дня відправитися до Ялти. Корабель прийняв на борт в Ялті ввечері 7-го вдовуючу імператрицю Марію Федорівну та інших членів поваленої російської імператорської родини, включаючи велику княгиню Ксенію, великого князя Олександра Михайловича, великого князя Миколу Миколайовича, князя Андрій Олександрович, княжну Ірину Олександрівну, князя Фелікса Юсупова та княжну Ірину Юсупову. Кількість російської свити на борту «Marlborough» становила близько 80 осіб, включаючи 44 члени царської родини та знаті, а також кілька гувернанток, медсестер, покоївок та слуг, плюс кілька сотень валіз багажу.
Офіцерські каюти були звільнені, а в деяких встановлено більше ліжок. Імператриця зайняла каюту капітана. Вранці 12 квітня корабель став на якір біля острова Хейбеліада, приблизно за 12 миль (19 км) від Константинополь, через сумніви щодо пункту призначення родини. 16 квітня члени родини та їх слуги залишили корабель на борту HMS Lord Nelson, що прямував до Генуї. Їх замінили інші члени знаті, яких відвезли на Мальту. Корабель відбув 18 квітня, прямуючи на Мальту, щоб висадити росіян, перш ніж повернутися до Константинополя.
У травні 1919 року «Marlborough» провів випробування нових фугасних 6-дюймових снарядів біля Керченського півострова, хоча вони виявилися ненадійними. Протягом цього періоду він використовував повітряний змій для допомоги у визначенні місця падіння снарядів. Пізніше того ж місяця снаряд розірвався в лівому стволі башти «A» і завдав незначних пошкоджень. Перебуваючи біля Керченського півострова, корабель надавав артилерійську підтримку білим військам, включаючи бомбардування більшовицьких позицій у селах Отарко́й та Дал Камічі. До 1920 року увага Британії переключилася на греко-турецьку війну. 20 червня 1920 року «Marlborough» прибув до Константинополя, де зосереджувався Середземноморський флот для підтримки окупації міста. 6 липня британські війська висадилися в Гемлік (частина Бурси), тоді як «Marlborough» забезпечував артилерійську підтримку.
У жовтні 1920 року лінкор King George V прибув на заміну «Marlborough» у Середземноморському флоті. Потім «Marlborough» повернувся до Девонпорт, де був виведений в резерв для капітального ремонту, який відбувся між лютим 1921 та січнем 1922 року. Під час ремонту було встановлено далекомірні циферблати, а також ще один далекомір на задній надбудові. Платформа для літаків була знята з башти «B». На башті «X» були встановлені далекоміри з довгою базою. Після завершення ремонту в січні 1922 року «Marlborough» був знову введений в експлуатацію та приписаний до Середземномор'я, де він замінив «Emperor of India». Він служив флагманом другого командувача до жовтня. Після підписання Лозаннського договору в 1923 році країни-союзниці вивели свої окупаційні війська з Туреччини; «Marlborough» брав участь у супроводі конвоїв з військами з Константинополя.
«Marlborough» недовго служив флагманом заступника командувача 4-ї бойової ескадри після того, як «King George V» був пошкоджений, натрапивши на скелю біля Мітилена. У листопаді 1924 року 4-та бойова ескадра була перейменована на 3-тю бойову ескадру. У березні 1926 року 3-тя бойова ескадра, включаючи «Marlborough», була переведена до Атлантичного флоту. Там лінкори служили навчальними кораблями. У 1929 році 3-дюймові зенітні гармати корабля були замінені на потужніші 4-дюймові гармати. У січні 1931 року «Marlborough» служив флагманом ескадри, змінивши «Emperor of India». Він залишався на цій посаді лише п'ять місяців, будучи виведеним з експлуатації 5 червня. Відповідно до умов Лондонського морського договору 1930 року, чотири кораблі типу «Айрон Дюк» мали бути утилізовані або демобілізовані. «Marlborough» було заплановано зняти з озброєння в 1931 році та розібрати на металобрухт.
Корабель використовувався як мішень для випробування впливу різної зброї на капітальні кораблі разом з «Emperor of India». Випробування включали стрільбу озброєнням есмінців по верхніх частинах з близької відстані для перевірки їх ефективності в імітованому нічному бою, прямі влучення 13,5-дюймових снарядів, випробування бомбами та експерименти з герметичністю погребів. Перші два випробування були проведені в липні 1931 року і були симуляціями вибувибухів погребів. Система вентиляції спрацювала належним чином, і хоча вибухи завдали серйозних внутрішніх пошкоджень, «Marlborough» не був знищений, як це сталося з трьома лінійними крейсерами в Ютландській битві. У 1932 році були проведені подальші випробування з макетами бомб вагою 250 фунтів (113 кг) і 500 фунтів (227 кг) для перевірки міцності палубиюї. Потім всередині корабля були підірвані 450-фунтові (204 кг) бронебійні (AP) бомби та 1080-фунтові (490 кг) фугасні (HE) бомби для перевірки їх ефективності. Королівський флот визначив, що фугасні бомби були марними, але для ураження бронебійних бомб знадобиться товста броня палуби. Це призвело до рішення посилити броню палуби існуючих лінкорів протягом 1930-х років.
«Marlborough» був внесений до списку на утилізацію в травні 1932 року і швидко проданий компанії Alloa Shipbreaking Co. 25 червня він прибув до Росайта, де був розібраний на металобрухт.

## Додаткова література
- Battle of Jutland, 30th May to 1st July: Official Despatches with Appendices. London: His Majesty's Stationery Office. 1920.